# Пялица (село)
Пялица — село в Терском районе Мурманской области. Входит в сельское поселение Варзуга. Население — 14 жителей (2010).

## География
Село расположено на берегу Белого моря, в устье реки Пялица.
Пялица является труднодоступным населенным пунктом. Расстояние от районного центра — около 300 км. Сообщение с другими населенными пунктами воздушным транспортом возможно через Чапому.
Лесные пожары
Включено в перечень населенных пунктов Мурманской области, подверженных угрозе лесных пожаров.

## История
Пялица известна с XVI века как селение терских поморов. В 1701 году село, состоящее на тот момент из 11 крестьянских дворов и соляной варницы Воскресенского монастыря, было разорено эскадрой шведов под руководством Карла Леве. В 1772 году Пялицу посетил академик И. И. Лепёхин, а в 1837 — академик К. М. Бэр. В 1782 году Пялицкая волость состояла из одного селения в 15 дворов с населением 72 человека. В 1871 году на средства Синода была построена церковь Николая Чудотворца. По описи 1871 года в Пялице насчитывалось 29 жилых домов, в которых проживали 170 крестьян. На 1915 год в селе проживало 310 человек.
После перестройки Пялицкий рыболовецкий колхоз объединили с чапомским. Скот и техника была перевезена в соседнее село. Закрылся клуб, школа, магазин, медпункт.
В мае 2014 года здесь открыли первую в стране опытную комбинированную ветродизельную станцию.

## Население
| 2002 | 2010 |
| ---- | ---- |
| 10   | ↗14  |

Численность населения, проживающего на территории населённого пункта, по данным Всероссийской переписи населения 2010 года составляет 14 человек, из них 9 мужчин (64,3 %) и 5 женщин (35,7 %).